# 沃尔夫冈·比克纳
沃尔夫冈·比克纳（德語：Wolfgang Birkner，1960年1月24日—），德国男子赛艇运动员。他曾代表西德参加世界赛艇锦标赛，获得一枚金牌和三枚银牌，均来自轻量级项目。